# Tournoi masculin de volley-ball aux Jeux paralympiques d'été de 2024
Cet article traite de l'épreuve masculine. Pour la compétition féminine, voir Tournoi féminin de volley-ball aux Jeux paralympiques d'été de 2024.
Pour un article plus général, voir Volley-ball aux Jeux paralympiques d'été de 2024.
Navigation
Tokyo 2020 Los Angeles 2028
Le volley-ball aux Jeux paralympiques d'été de 2024 se déroulent du 29 août au 7 septembre 2024 à l'Arena Paris Nord, en France. Il s'agit de la 13e apparition du volley-ball assis.

## Calendrier
| Jour de compétition (août / septembre) | Jour de compétition (août / septembre) | Jour de compétition (août / septembre) | Jour de compétition (août / septembre) | Jour de compétition (août / septembre) | Jour de compétition (août / septembre) | Jour de compétition (août / septembre) | Jour de compétition (août / septembre) | Jour de compétition (août / septembre) | Jour de compétition (août / septembre) | Jour de compétition (août / septembre) | Jour de compétition (août / septembre) |
| Mer 28                                 | Jeu 29                                 | Ven 30                                 | Sam 31                                 | Dim 1                                  | Lun 2                                  | Mar 3                                  | Mer 4                                  | Jeu 5                                  | Ven 6                                  | Sam 7                                  | Dim 8                                  |
| -------------------------------------- | -------------------------------------- | -------------------------------------- | -------------------------------------- | -------------------------------------- | -------------------------------------- | -------------------------------------- | -------------------------------------- | -------------------------------------- | -------------------------------------- | -------------------------------------- | -------------------------------------- |
|                                        | P                                      | P                                      | P                                      | P                                      | P                                      | P                                      | c                                      | ½                                      | F                                      |                                        |                                        |

| - P : premiers tours - ¼ : quarts de finale - c : classement - ½ : demi-finales - F : finales |

## Qualifications
Les huit équipes masculines se sont qualifiées comme suit :
| Compétition                           | Date                | Lieu                         | Places | Qualifiés          |
| ------------------------------------- | ------------------- | ---------------------------- | ------ | ------------------ |
| Pays organisateur                     | Pays organisateur   | Pays organisateur            | 1      | France             |
| Championnat du monde ParaVolley 2022  | 4-11 novembre 2022  | Sarajevo, Bosnie-Herzégovine | 1      | Iran               |
| Championnat des Amériques 2023        | 9-13 mai 2023       | Edmonton, Canada             | 1      | Brésil             |
| Championnat d'Asie-Océanie 2023       | 3-8 juillet 2023    | Astana, Kazakhstan           | 1      | Kazakhstan         |
| Championnat d'Afrique 2023            | 1-13 septembre 2023 | Le Caire, Égypte             | 1      | Égypte             |
| Championnat d'Europe 2023             | 8-15 octobre 2023   | Caorle, Italie               | 1      | Bosnie-Herzégovine |
| Coupe du monde de paravolley 2023     | 11-18 novembre 2023 | Le Caire, Égypte             | 1      | Allemagne          |
| Tournoi de qualification paralympique | 3–10 avril 2024     | Dali, Chine                  | 1      | Ukraine            |
| Total                                 | Total               | Total                        | 8      |                    |

## Phase de poule

### Groupe A
| # | Équipe             | Pts | J | G | Gt | Pt | P | Sp | Sc | Ratio | Pp  | Pc  | Ratio |
| 1 | Bosnie-Herzégovine | 8   | 3 | 3 | 0  | 0  | 0 | 9  | 3  | 3     | 277 | 228 | 1.215 |
| 2 | Égypte             | 6   | 3 | 2 | 0  | 0  | 1 | 7  | 4  | 1.75  | 259 | 214 | 1.21  |
| 3 | Kazakhstan         | 4   | 3 | 1 | 0  | 0  | 2 | 6  | 6  | 1     | 257 | 226 | 1.137 |
| 4 | France             | 0   | 3 | 0 | 0  | 0  | 3 | 0  | 9  | 0     | 100 | 225 | 0.444 |
| Qualifié pour les demi-finaleMatch de classement de 5 à 6Match de classement de 7 à 8# = classement; Pts = points; J = joués; G / Gt / Pt / P = gagnés 3-0 ou 3-1 / gagnés au tie-break 3-2 / perdus au tie-break 2-3 / perdus 1-3 ou 0-3; Sp / Sc / Ratio = sets pour / contre / ratio de sets pour/contre; Pp / Pc / Ratio = points pour / contre / ratio de points pour/contre |                    |     |   |   |    |    |   |    |    |       |     |     |       |

### Groupe B
| # | Équipe    | Pts | J | G | Gt | Pt | P | Sp | Sc | Ratio | Pp  | Pc  | Ratio |
| 1 | Iran      | 9   | 3 | 3 | 0  | 0  | 0 | 9  | 0  | MAX   | 225 | 132 | 1.705 |
| 2 | Allemagne | 6   | 3 | 2 | 0  | 0  | 1 | 6  | 4  | 1.5   | 183 | 213 | 0.859 |
| 3 | Brésil    | 3   | 3 | 1 | 0  | 0  | 2 | 3  | 7  | 0.429 | 205 | 226 | 0.907 |
| 4 | Ukraine   | 0   | 3 | 0 | 0  | 0  | 3 | 2  | 9  | 0.222 | 201 | 269 | 0.747 |
| Qualifié pour les demi-finaleMatch de classement de 5 à 6Match de classement de 7 à 8# = classement; Pts = points; J = joués; G / Gt / Pt / P = gagnés 3-0 ou 3-1 / gagnés au tie-break 3-2 / perdus au tie-break 2-3 / perdus 1-3 ou 0-3; Sp / Sc / Ratio = sets pour / contre / ratio de sets pour/contre; Pp / Pc / Ratio = points pour / contre / ratio de points pour/contre |           |     |   |   |    |    |   |    |    |       |     |     |       |

## Phase finale

### Tableaux
|  | Demi-finales           | Demi-finales |  |  | Finale            | Finale            |
|  | Demi-finales           | Demi-finales |  |  | Finale            | Finale            |
|  |                        |              |  |  |                   |                   |
|  | 5 septembre            | 5 septembre  |  |  | 6 septembre 19h30 | 6 septembre 19h30 |
|  | 5 septembre            | 5 septembre  |  |  | 6 septembre 19h30 | 6 septembre 19h30 |
|  | Bosnie-Herzégovine     |              |  |  | 6 septembre 19h30 | 6 septembre 19h30 |
|  |                        |              |  |  | 6 septembre 19h30 | 6 septembre 19h30 |
|  | Allemagne              |              |  |  | 6 septembre 19h30 | 6 septembre 19h30 |
|  |                        |              |  |  |                   |                   |
|  | 5 septembre            |              |  |  |                   |                   |
|  |                        |              |  |  |                   |                   |
|  | Iran                   |              |  |  |                   |                   |
|  |                        |              |  |  |                   |                   |
|  | Égypte                 |              |  |  |                   |                   |
|  | Match pour la 3e place |              |  |  |                   |                   |
|  |                        |              |  |  |                   |                   |
|  | 6 septembre 15h00      |              |  |  |                   |                   |
|  |                        |              |  |  |                   |                   |
|  |                        |              |  |  |                   |                   |
|  |                        |              |  |  |                   |                   |
|  |                        |              |  |  |                   |                   |
|  |                        |              |  |  |                   |                   |

|  | 5e place   |  |
|  |            |  |
|  |            |  |
|  |            |  |
|  | Kazakhstan |  |
|  |            |  |
|  | Brésil     |  |
|  |            |  |

|  | 7e place |  |
|  |          |  |
|  |          |  |
|  |          |  |
|  | France   |  |
|  |          |  |
|  | Ukraine  |  |
|  |          |  |

### Détails des matchs
Classement 7e place
Classement 5e place
1/2 finales
3e place
Finale

## Podium
| Épreuves         | Or | Argent | Bronze |
| Tournoi masculin |    |        |        |